# Čovječnost
Čovječnost (ili ljudskost, humanost) je pojam koji ima dva značenja. Prvo je neutralno stajalište da čovječnost sadrži i obuhvaća sve karakteristike čovjeka, dobre i loše. Drugo, i općenito više prihvaćeno i korišteno stajalište, je da opisuje razne predodžbe vrijednosti humanizma prema kojima djeluju pojedini individualci: sreća i dobrobit pojedinca i društva; poštovanje dostojanstva, identiteta i života čovjeka; razvoj čovjeka; dopuštanje razvoja dostojanstva i slobode ljudi u društvu.
Filozofi humanizma su često raspravljali o poželjnim osobinama čovječnosti, pogotovo o temama što „čini čovjeka čovjekom“ ili „kakav bi čovjek trebao biti“. Glavni cilj humanizma bilo je mirno, tolerantno i kultivirano ophođenje između ljudi. Johann Gottfried Herder bio je mišljenja da je čovječnost samo djelomično urođena i da se tek mora razvijati nakon rođenja: „Razvijanje čovječnosti se mora stalno nastaviti, inače ćemo potonuti natrag u sirovu animalnost i brutalnost.“ Pojam čovječnosti razvijao se pogotovo tijekom prosvjetiteljstva i humanizma.
Prema teoriji, čovjek može svoj položaj čovječnosti umanjiti ili uvećati prema svojim djelima. Djela koja povećavaju čovječnost sadrže dobre ciljeve, kao što su ljubaznost, dobrota, čovjekoljublje, milosrđe i suosjećanje.
Teorija humanista je također definirala i „nepoželjno ponašanje“, tzv. „nečovječnost“. Filozof Ciceron postavio je pitanje: „Što čini čovjeka čovjekom?“ te je sam sebi odgovorio: „Bezobziran čovjek, koji se ne zanima za druge ljude, nije human“, tj. on je „nečovječan“. Prema istim razmišljanjima, uz pomoć „dobrih ili zlih djela“, pojedinci mogu postati „čovječni ili nečovječni“. Svakako, antonim pojmu čovječnost je pojam nečovječnost (neljudskost). Neljudskost (nečovječnost ili nehumanost) obuhvata nemoralno ili nepoželjno ponašanje pojedinca, odnosno njegove loše postupke s ciljem psihičkog ili fizičkog povrijeđivanja drugog ili drugih ljudi.(Alen Albinovic)
Iako se prema nekim definicijama čovječnost definira kao "moralno ponašanje čovjeka u skladu sa etičkim vrijednostima postavljenima u određenoj zajednici", često se događa se prilikom radikalizacije neke zajednice ti pojedinci protive agresiji koja im se nameče. Princip humanosti odnosi se na jednakost svih ljudi bez obzira na porijeklo ili spol, dostojanstvo ljudi i pacifizam (odbijanje napadanja drugih). Također sadrži toleranciju i poštovanje svih osoba i njihovih uvjerenja, a u ponekim perspektivama i poštovanje životinja i prirode općenito. Čovječnost se često veže uz duhovnost.
Čovječnost je temelj za ljudska prava i međunarodno humanitarno pravo u većini demokratskih država svijeta koja su se polagano razvijala kroz povijest. Grubo kršenje prava ljudi tijekom ratovanja, diktature ili eksploatacije neke nacije predstavlja katkad zločin protiv čovječnosti.
Humanost i koncept solidarnosti vodi do pojma spremnosti pomaganja ljudima u nevolji. Primjeri su socijalni centri Caritasa, angažiranje članova neke humanitarne udruge ili organizacije za promicanje ljudskih prava, dobrosusjedski odnosi i spremnost pomaganja susjedu, filantropija i humanitarna pomoć (u obliku hrane, vode, zdravstvene skrbi ili obrazovanja). U kršćanstvu i drugim religijama je čovjekoljublje religiozna dužnost, iako se u praksi slabije provodi.

## Poveznice
- Humanističke znanosti

## Vanjske poveznice
- Humanity.org